# Riechheimer Berg
Der Riechheimer Berg ist ein 513,2 m ü. NHN hoher Berg etwa 10 Kilometer südöstlich von Erfurt.

## Geologie
Der Riechheimer Berg liegt auf der Muschelkalk-Hügelkette der nordwestlichen Ilm-Saale-Platte, die sich vom Steigerwald im Nordwesten bis zum Tal der Ilm im Südosten erstreckt und ist der höchste Berg im Umkreis von 15 Kilometern und die höchste Erhebung im Landkreis Weimarer Land. Er liegt auf der Wasserscheide zwischen der Unstrut und der Ilm. Auf der westlichen, zum Ilm-Kreis gehörenden, über die Gera zur Unstrut entwässernden Seite liegt das Dorf Riechheim und auf der östlichen, zum Landkreis Weimarer Land gehörenden, zur Ilm entwässernden Seite liegt das Dorf Hohenfelden. Die Spitze des Berges ist bewaldet, das westliche Vorland in etwa 350 Metern Höhe stellt eine landwirtschaftlich genutzte Ebene dar, während sich unmittelbar östlich die Buntsandstein-Einsenkung des Tannrodaer Waldlandes anschließt. An der Ostflanke des Berges entspringt der Krummbach, der den nahe gelegenen Stausee Hohenfelden speist.

## Geografie
Der Berg ist ein Grenzberg: Heute verläuft hier die Grenze zwischen dem Ilm-Kreis und dem Landkreis Weimarer Land. Früher verlief hier die Grenze zwischen Sachsen-Meiningen im Westen und Sachsen-Weimar(-Eisenach) im Osten. Dies geht aus einem Grenzstein von 1982 und zwei weiteren historischen Grenzsteinen hervor. Inschriften auf letztgenannten zeigen die Inschriften „SWE“ für „Sachsen-Weimar“ und „HSM“ für „Herzogtum Sachsen-Meiningen“. Die Grenze zwischen Meiningen und Weimar wurde zum 1. Januar 1914 neu vereinbart und verläuft entlang des Gipfelweges. Gleichzeitig wurde aus dem einstmals geteilten Dorf Hohenfelden ein geeintes Weimarisches Dorf. Zur Erinnerung an die Teilung stellte man mit Genehmigung des Weimarischen Großherzoglich-Sächsischen Staatsministeriums an der Brücke im Dorf einen Grenzstein auf.
In Richtung Norden verläuft die Grenze zwischen dem ehemaligen Königreich Preußen und dem Großherzogtum Sachsen-Weimar entlang eines Feldweges auf Schellroda und Klettbach zu, macht in einer Entfernung von etwa 2.380 m Luftlinie an einem Wegekreuz im Weimartal am Fuße des Hühnerrückens einen scharfen Knick nach Westen, nach weiteren 1225 m einen scharfen Knick nach Norden, wo nach weiteren 645 m an einem Dreiherrenstein die Grenze von Erfurt erreicht wird.

Grenzsteine auf dem Riechheimer Berg
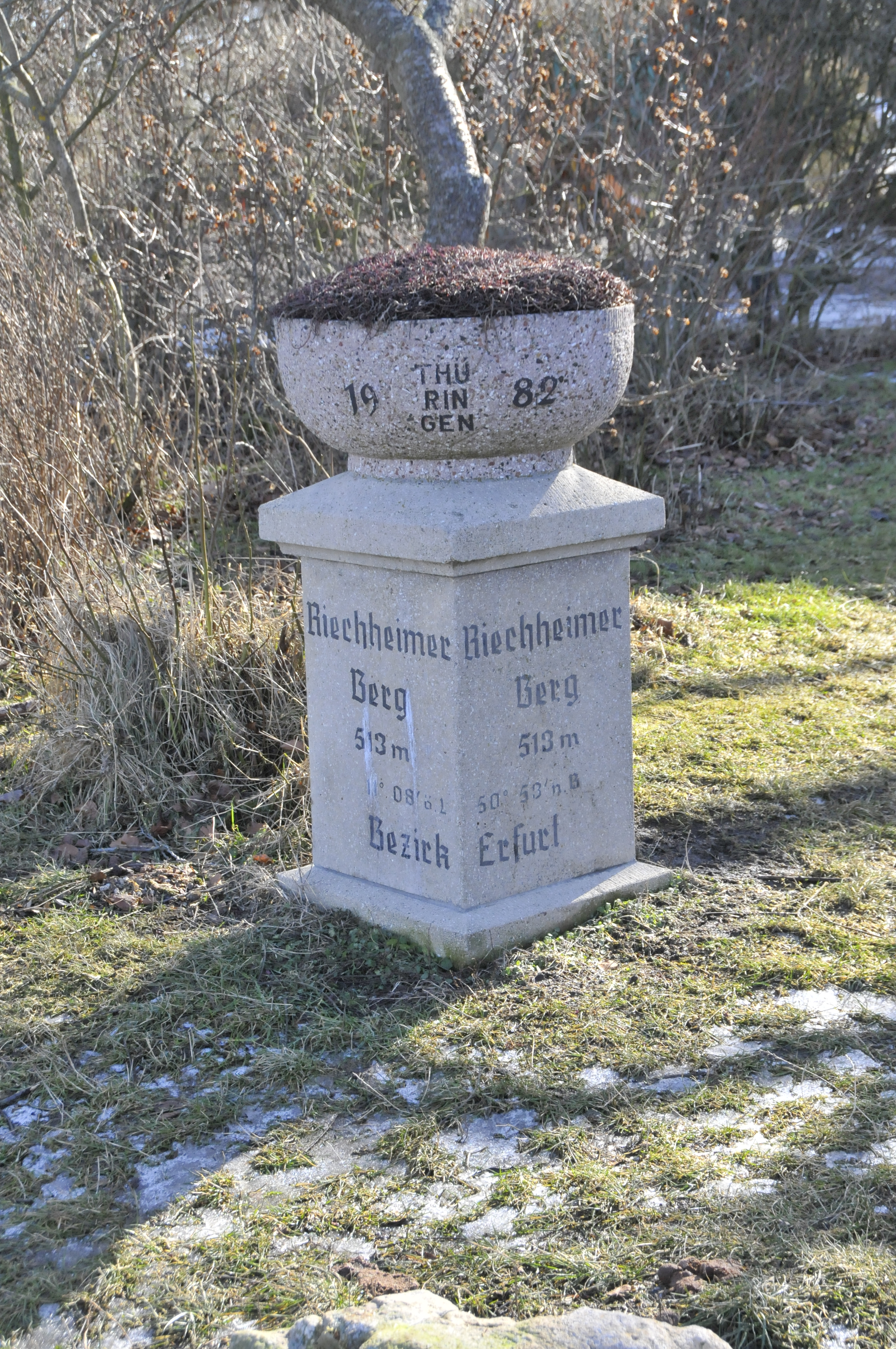
Grenzstein von 1982 mit Höhenangabe, Bezirkskennungen („Erfurt“ und „Arnstadt“ (rückseitig)) und Koordinaten
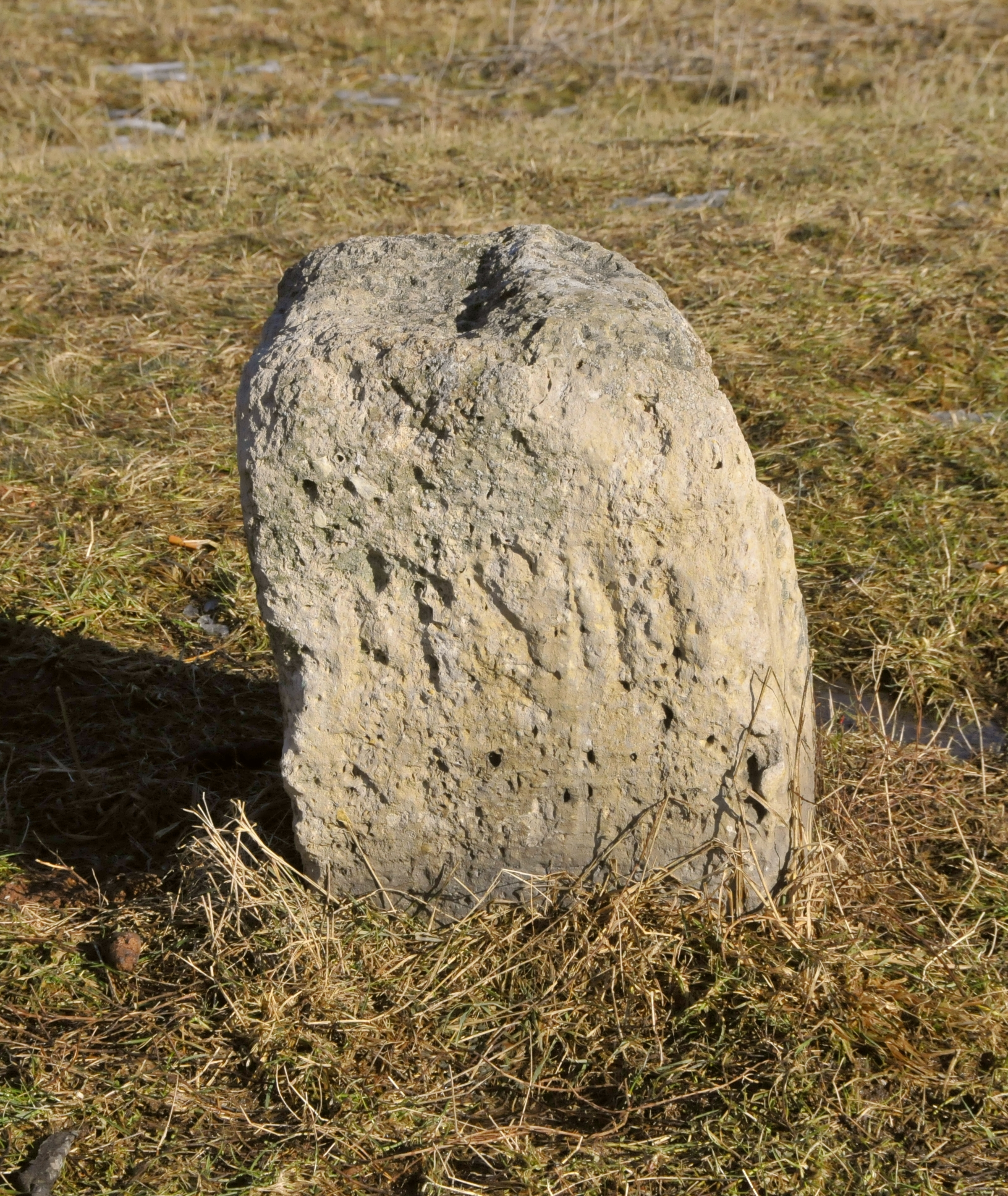
Grenzstein mit Inschrift, noch zu erkennen: „SM“
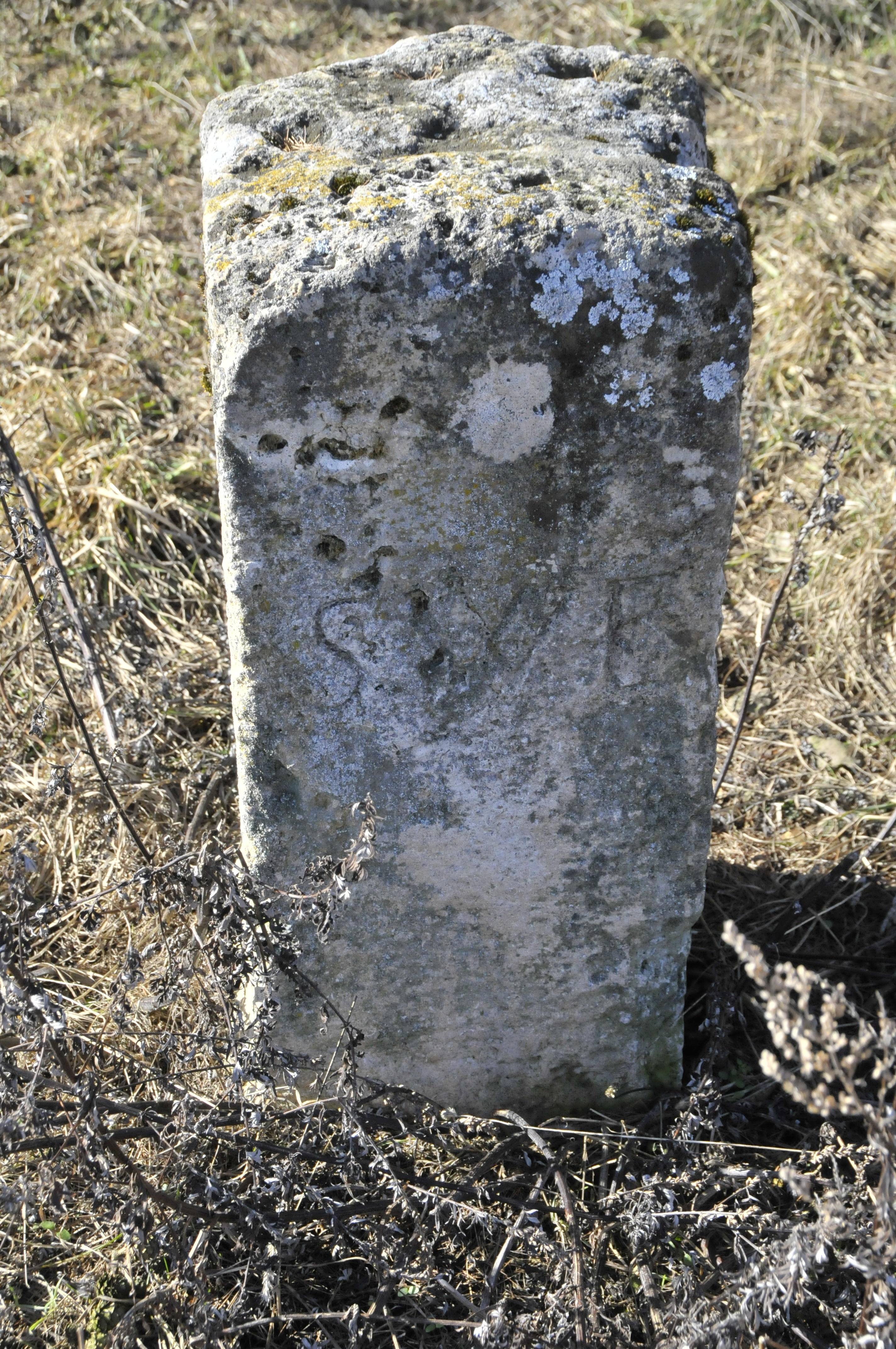
Grenzstein mit Inschrift „SWE“
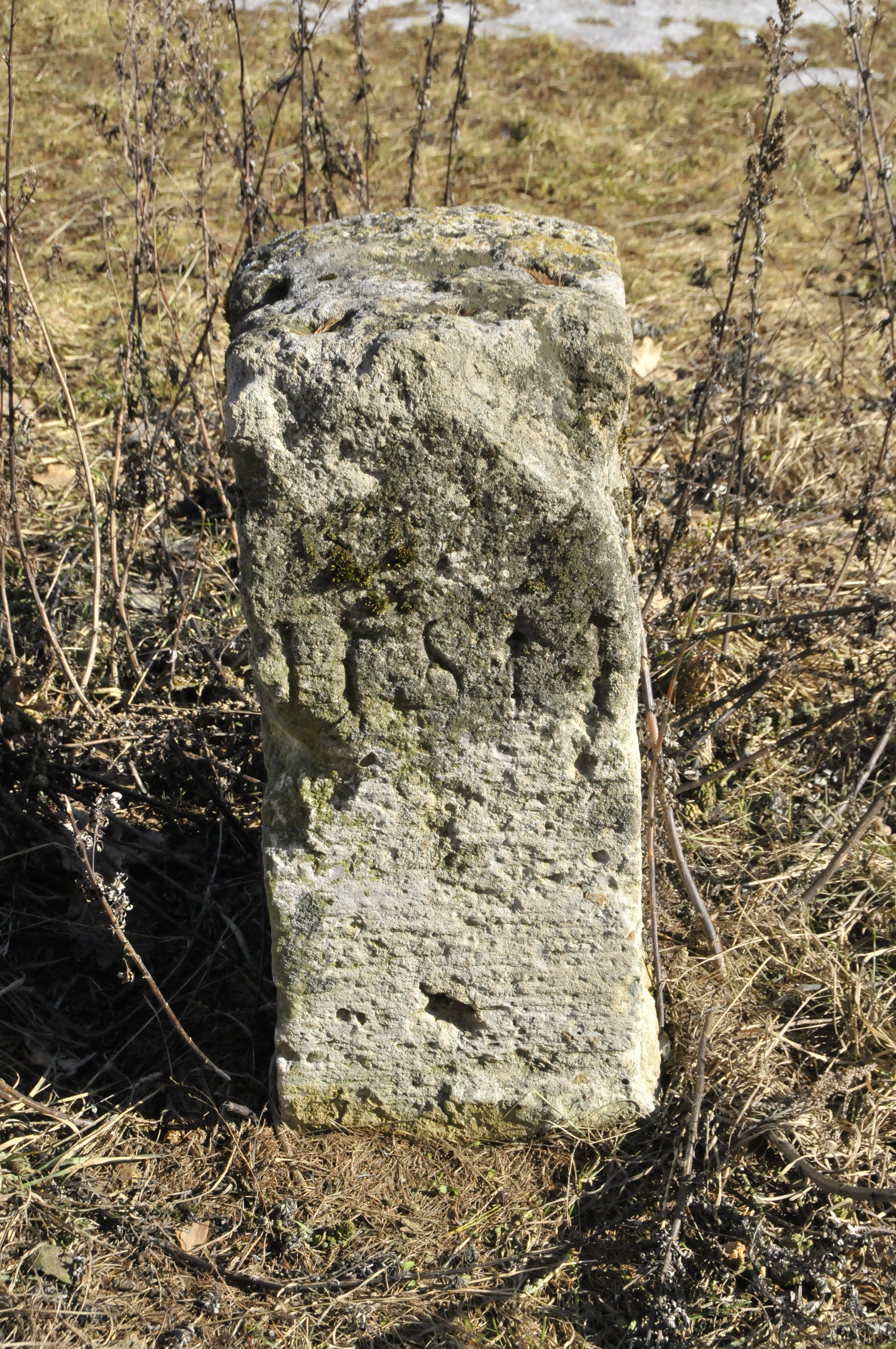
Grenzstein mit Inschrift „HSM“

## Geschichte

Bismarck-Denkmal und Gaststätte
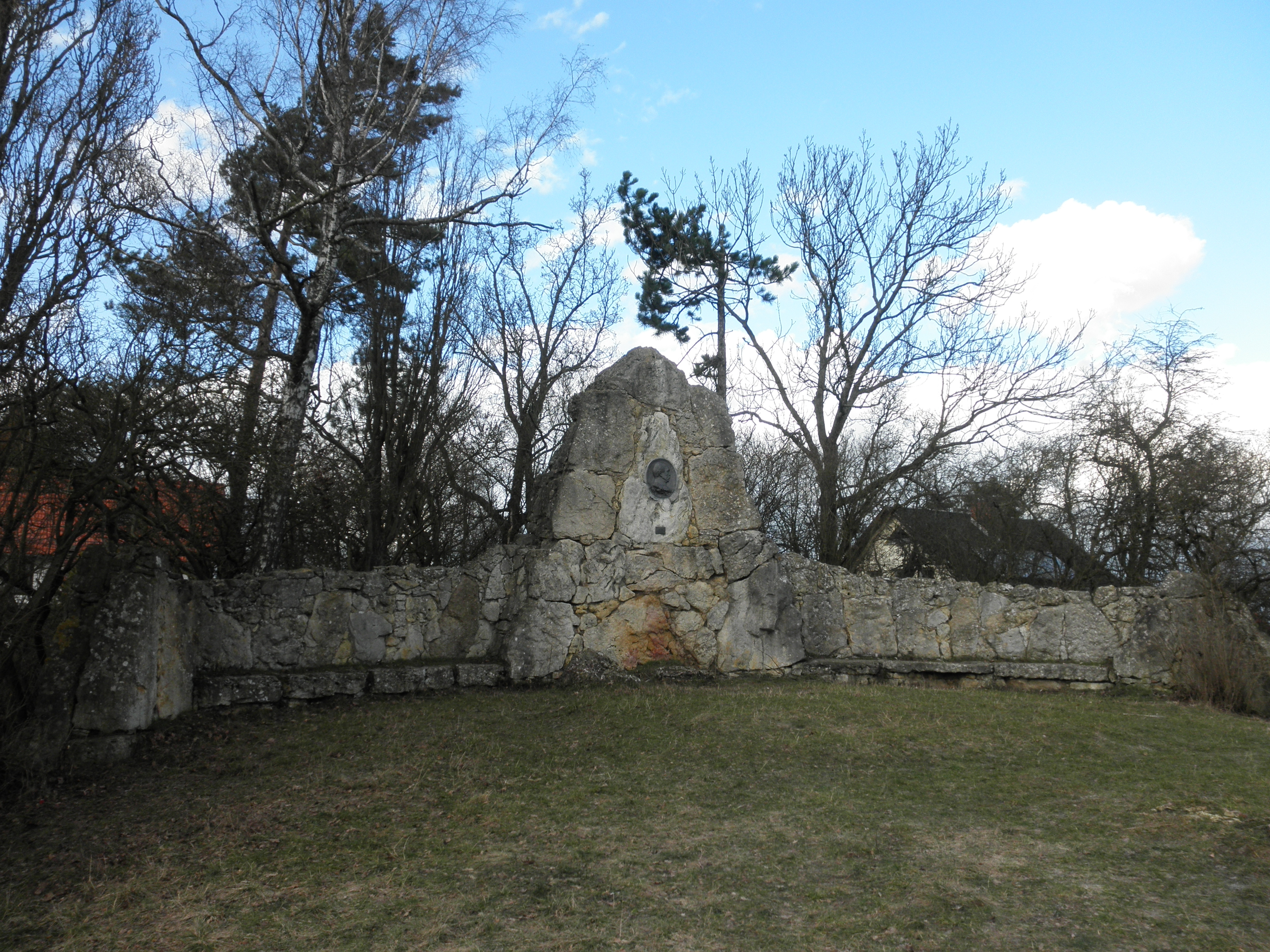
Bismarck-Denkmal auf dem Riechheimer Berg
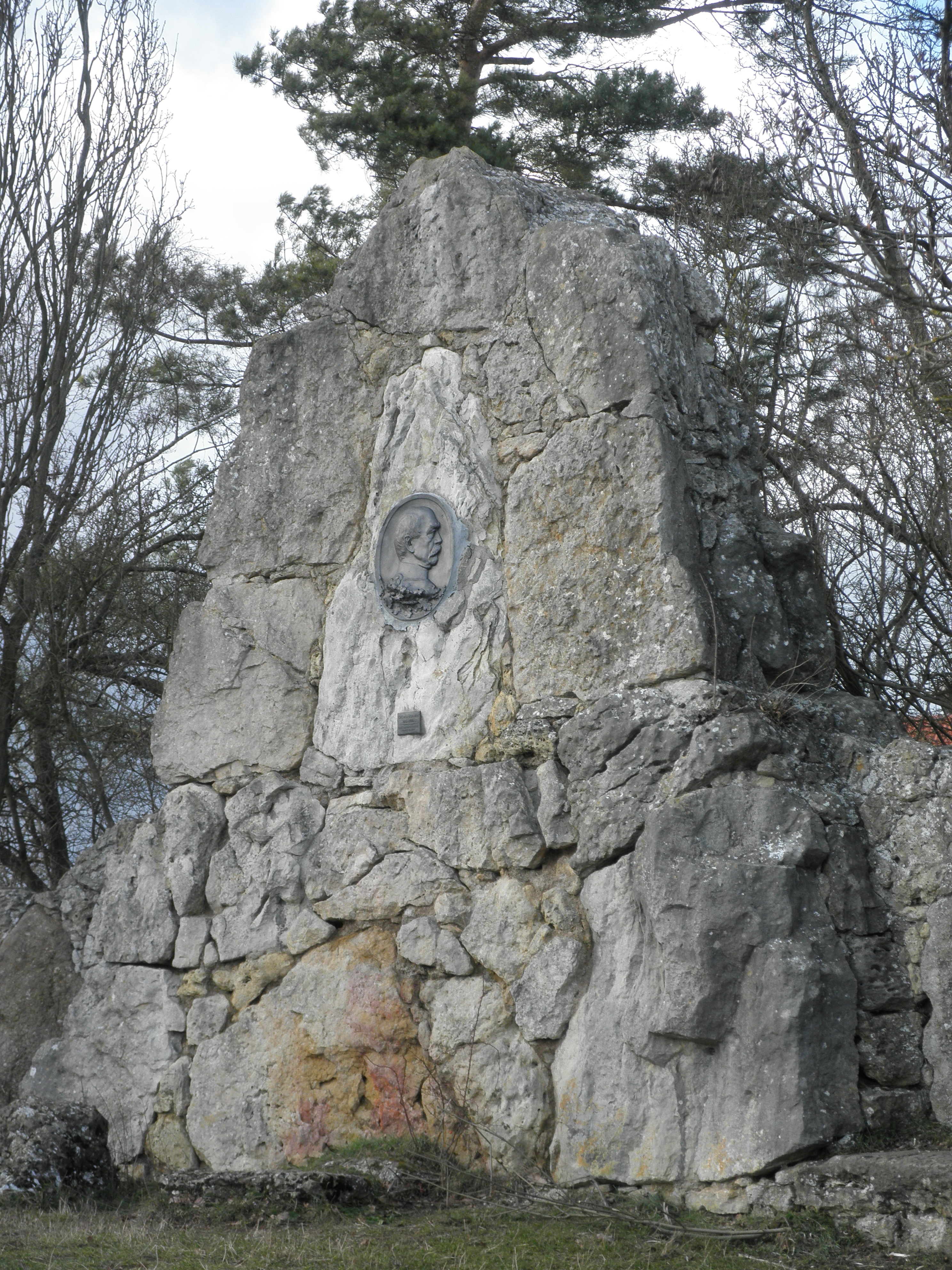
Mittelteil des Denkmals
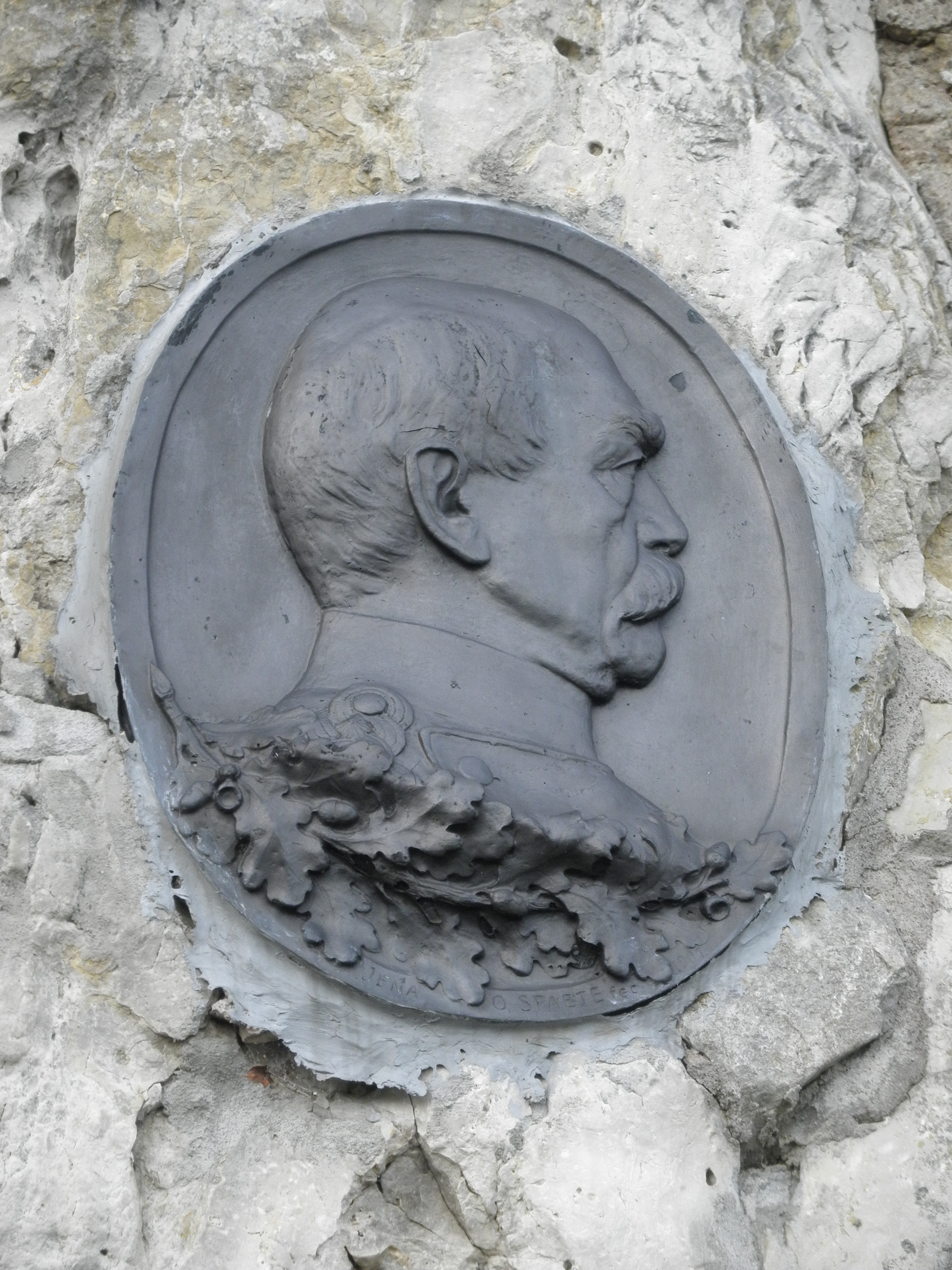
Medaillon des Reichskanzlers
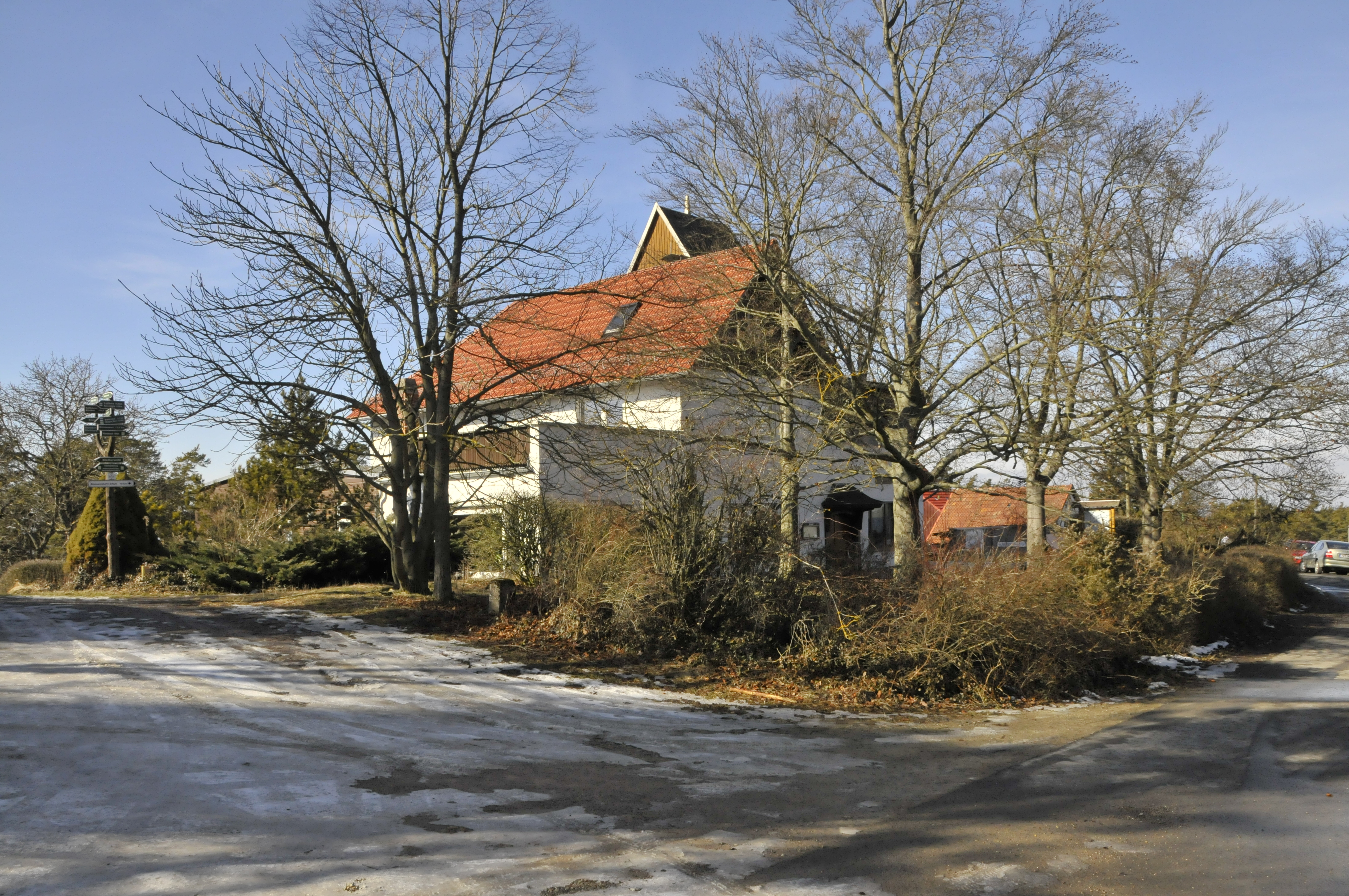
Gaststätte

Im Nordteil des Berges und südlich von ihm sieht man die Spuren von landschaftlich rücksichtslosem Kalksteinabbau zur DDR-Zeit. Seit 1895 befindet sich auf dem Berg eine gleichnamige Gaststätte. Ihr Kern ist ein von einer Ausstellung in Erfurt umgesetztes typisches mittelthüringisches Bauernhaus, das von Gastwirt Hüther aus Riechheim errichtet wurde und als Thüringer Bauernhaus 1894 von Emil Schönau in Kranichfeld für die Gewerbe- und Industrie-Ausstellung in Erfurt hergestellt worden war.

Südlich der Gaststätte steht ein Bismarck-Denkmal der „Riechheimer Berggemeinde“ aus dem Jahre 1907. Das an einer Kalksteinmauer befindliche Medaillon des Reichskanzlers ist die Nachbildung eines Originals aus Bronze, das die Gastwirtsfamilie Limprecht/Büchner von 1945 bis zur Wende im Keller sichergestellt hatte. 1995 wurde das vervollständigte Denkmal wieder eingeweiht, zur 100-Jahr-Feier des Gaststättenbetriebes. 
Die DDR hatte die Errichtung eines Flugabwehrraketen-Systems auf dem Riechheimer Berg geplant, was aber nicht mehr ausgeführt wurde.

In den 1990er-Jahren entstand am Westhang des Berges oberhalb des Dorfes Riechheim eine große Ein- und Zweifamilienhaussiedlung, die für einen rapiden Anstieg der Einwohnerzahl Riechheims sorgte.

## Flora und Fauna
Am Riechheimer Berg ist das Frühlings-Adonisröschen zu finden. Der Berg liegt im großräumigen Landschaftsschutzgebiet Ilmtal von Oettern bis Kranichfeld (LSG Mittleres Ilmtal).
Der Osthang des Berges und der südlich hiervon sich erhebende Königsstuhl gehört zum FFH-Gebiet Riechheimer Berg-Königsstuhl.

## Tourismus
Der Riechheimer Berg ist ein beliebtes Ausflugsziel für Wanderer; die Aussicht gilt als hervorragend („Thüringer Rigi“). Auch der Hauptwanderweg Jena–Eisenach führt über den Berg.

## Sonstiges
Die Verwaltungsgemeinschaft Riechheimer Berg ist nach dem Berg benannt.
Nördlich und westlich des Riechheimer Berges soll eine 380-KV-Höchstspannungsleitung mit bis zu 100 m hohen Masten entlanggeführt werden, für den Transport von Strom aus Windkraftanlagen im Norden nach Bayern.